# Julius van der Zypen
Julius van der Zypen (* 26. März 1842 in Lüttich; † 9. August 1907 in Berlin) war ein deutscher Ingenieur, Industrieller und Seniorchef der Firma van der Zypen & Charlier.

## Ausbildung und beruflicher Werdegang

Julius van der Zypen

Als Sohn des Fabrikanten Ferdinand van der Zypen (1816–1863) geboren, besuchte Julius van der Zypen zu seiner fachmännischen Ausbildung zunächst die Technischen Hochschulen in Lüttich und Karlsruhe. In Karlsruhe wurde er Mitglied der Burschenschaft Teutonia. Das Studium in Karlsruhe brach er ab, um sich dem Betrieb der von seinem Vater im Jahre 1845 mitbegründeten bekannten Eisenbahnwagen- und Maschinenfabrik van der Zypen & Charlier in Köln-Deutz zu widmen. Unter seiner Mitwirkung gewann das Unternehmen einen derartigen Aufschwung, dass es damals zu den größten Werken seiner Art nicht nur in Deutschland, sondern sogar in ganz Europa gezählt werden durfte.
Bis wenige Jahre vor seinem Tod blieb van der Zypen als ältester Chef an der Spitze der Firma, bis diese in eine Gesellschaft mit beschränkter Haftung umgewandelt wurde und sein Sohn Ferdinand die Leitung übernahm, während er selbst nur noch als Gesellschafter an dem Werk beteiligt blieb. Gemeinsam mit seinem Bruder, dem späteren Kommerzienrat Eugen van der Zypen (1843–1910), errichtete Julius van der Zypen im Jahre 1868 das Stahlwerk Gebrüder van der Zypen in Köln-Deutz, aus dem ca. 1903 unter seinem anfänglichen Vorsitz und unter Angliederung der Wissener Hochöfen die Akt.-Gesellschaft Vereinigte Stahlwerke van der Zypen und Wissener Eisenhütten gebildet wurde, welche sich unter seinem Nachfolger Karl Grosse bis 1937 zum modernsten Weißblechwerk Europas entwickelte. Außerdem begründete van der Zypen einige Zeit darauf die Russisch-Baltische Waggonfabrik in Riga.

## Industrieverbände
Im Jahre 1877 entstand unter van der Zypens Führung die Vereinigung deutscher Eisenbahnwagenfabriken. Als Vorsitzender stand er unter anderem mit dem späteren Chef des Reichseisenbahnamtes Karl von Thielen und mit dem Finanzminister Johannes von Miquel in Kontakt. Van der Zypen wirkte ferner mit bei der Gründung der Danziger Waggonfabrik, die am 1. Oktober 1899 ihren Betrieb eröffnen konnte und den Anfang der Bestrebungen bezeichnet, im Osten der preußischen Monarchie eine Industrie ins Dasein zu rufen. Auch gehörte er lange Jahre dem Aufsichtsrat des A. Schaaffhausenschen Bankvereins als Mitglied an.
Die gemeinsamen Interessen der gesamten Industrie vertrat Julius van der Zypen seit 1881 als zweiter und, nach dem im Jahre 1895 erfolgten Tode seines Freundes, des Geheimen Kommerzienrates Eugen Langen, insbesondere als erster Vorsitzender des Vereines der Industriellen des Regierungsbezirkes Köln. In diesem Amte, das er dann im Jahre 1902 bei seiner Übersiedelung nach Berlin aus Gesundheitsrücksichten niederlegte, widmete er sowohl wirtschaftlichen wie sozialpolitischen Fragen Beachtung. Daneben war er Mitglied des Bezirkseisenbahnrates und gehörte, solange er seinen Wohnsitz in Köln hatte, lange Zeit der Handelskammer an.
In die breitere Öffentlichkeit trat Julius van der Zypen namentlich im Sommer 1899. Als damals an ihn die Einladung zu einem Internationalen Handelskongress in Philadelphia erging, veröffentlichte er in seiner Antwort darauf eine Stellungnahme gegen die hohen Zölle in den Vereinigten Staaten. Durch das sogenannte Morrill Tariff wurden Güter, die in die Vereinigten Staaten eingeführt wurden, mit 38 % oder gar 48 % verzollt. Van der Zypen ergänzte diese Ausführungen später in einer dem Kongress überreichten Denkschrift, die die Einwände in den deutschen Industriekreisen schilderte.

## Politik
Von 1886 bis 1888 war er Mitglied im Stadtrat der damals noch unabhängigen Stadt Deutz. Nach deren Eingemeindung war er von 1888 bis 1903 für die Liberalen Mitglied des Kölner Stadtrates.

## Ehrungen
Julius van der Zypen zählte zu den Gründern und Vorstandsmitgliedern des Deutschen Flottenvereins, dessen erfolgreiche Kölner Geschäftsstelle er errichtete. Als hervorragender Fachmann war er u. a. als Preisrichter für Eisenbahnwagen auf der Weltausstellung zu Paris im Jahre 1900 tätig und wurde dafür mit dem Kreuze der Ehrenlegion ausgezeichnet. Schon zwei Jahre früher war van der Zypen, ohne vorher Kommerzienrat gewesen zu sein, zum Geheimen Kommerzienrat ernannt worden, ein Vorgang, der als ganz ungewöhnliche Ehrung seinerzeit großes Aufsehen erregte. Außerdem wurde ihm von dem Kaiser bei dessen Anwesenheit in den Rheinlanden der Kronenorden III. Klasse verliehen. Nach Zypen ist die Juliusstraße in Köln-Mülheim benannt.